# Sechellophryne pipilodryas
Sechellophryne pipilodryas es una especie de anfibio anuro de la familia Sooglossidae.

## Distribución y hábitat
Es endémica de las islas Seychelles (isla de Silhouette), en altitudes entre 125 y 600 m.
Está amenazada de extinción por la destrucción de su hábitat natural.